# Eucera lutziana
Eucera lutziana är en biart som först beskrevs av Cockerell 1933.  Eucera lutziana ingår i släktet långhornsbin, och familjen långtungebin. Inga underarter finns listade i Catalogue of Life.